# Jan Boelens (maire)
Jan Boelens (Oudeschans, 28 april 1758 - Nieuwe Pekela, 20 september 1846) was een Nederlands koopman, molenaar en maire.

## Biografie
Boelens was een zoon van de commissaris van het trekveer in Nieuweschans Roelof Boelens en Johanna Scheunink. Hij was eerst gehuwd met Bonna Witkop, dochter van Jan Witkop en Trijntjen Roeling uit Groningen en later met de landbouwster Geessien Harms Koster, dochter van de schipper Harm Jans Koster en Elsien Lammerts uit Nieuwe Pekela. Geessien Harms Koster was weduwe van Jan Hindriks Koster.
Boelens, die aanvankelijk koopman was, fungeerde van 1811 tot 1814 als eerste maire van Nieuwe Pekela. Hij was in 1818 korenmolenaar aldaar.